# Péninsule de Younghusband
Pour les articles homonymes, voir Younghusband.
La péninsule de Younghusband (en anglais Younghusband Peninsula), est une péninsule en Australie-Méridionale.

## Géographie
La péninsule est étroite et longue. Elle sépare le canal Coorong, le canal Tauwitchere et le Coorong qui font partie de l'estuaire du fleuve Murray de l'océan Austral et comprend des plans d'eau tels que la baie de la Rencontre et la Lacepede Bay (en). Elle se trouve entièrement dans le parc national de Coorong.
La péninsule mesure plus de 110 kilomètres de long, mais moins de 3 kilomètres de large à son point le plus large. Son point le plus étroit mesure moins de 350 mètres de large. La péninsule de Younghusband, ainsi que la péninsule de Sir Richard sur le côté ouest de la Murray Mouth (en), sont un système de dunes côtières qui forme le littoral continental depuis Goolwa au nord-ouest jusqu'à environ 35 kilomètres au nord de Kingston au sud-est.

## Histoire
La péninsule de Younghusband a été nommée en l'honneur du député William Younghusband,,.